# Brithysana africana
Brithysana africana là một loài bướm đêm trong họ Noctuidae.